# Compsobuthus air
Espèce
Compsobuthus air est une espèce de scorpions de la famille des Buthidae.

## Distribution
Cette espèce est endémique de la région d'Agadez au Niger. Elle se rencontre dans le massif de l'Aïr.

## Description
La femelle holotype mesure 16,8 mm

## Systématique et taxinomie
Cette espèce a été décrite par Wilson R. Lourenço et Andrea Rossi (d) en 2018.

## Étymologie
Son nom d'espèce lui a été donné en référence au lieu de sa découverte, le massif de l'Aïr.

## Publication originale
- Lourenço & Rossi, 2018 : « A new species of Compsobuthus Vachon, 1949 from Aïr Massif, Niger (Scorpiones: Buthidae). » Onychium, vol. 14, p. 3-8.